# Johannes Herrlin
Johannes Magnus Carl Anders Herrlin, född den 23 juli 1884 i Östra Vemmenhögs församling, Malmöhus län, död den 18 juli 1981 i Jönköping, var en svensk jurist. Han var måg till Swante Brag, bror till Axel och Magnus Herrlin samt kusin till Magnus Herrlin.
Herrlin avlade mogenhetsexamen i Lund 1903, juridisk preliminärexamen vid Lunds universitet samma år och hovrättsexamen där 1907. Han blev extra ordinarie notarie i Göta hovrätt 1907 och genomförde tingstjänstgöring 1907–1910. Herrlin blev tillförordnad fiskal i Göta hovrätt 1911, adjungerad ledamot där 1912, ordinarie fiskal 1915, assessor samma år och tillförordnad revisionssekreterare 1916. Han var hovrättsråd i Göta hovrätt 1920–1951 och divisionsordförande där 1939–1951, med titeln lagman från 1947. Herrlin var tillförordnad president i hovrätten 1948. Han var styrelseordförande i Systemaktiebolaget i Jönköping 1941–1955. Herrlin blev riddare av Nordstjärneorden 1924, kommendör av andra klassen av samma orden 1935 och kommendör av första klassen 1949. Han vilar i hustruns familjegrav på Östra kyrkogården i Jönköping.